# Радій
Радій (англ. radium, нім. Radium) — радіоактивний хімічний елемент. Символ Ra, атомний номер 88. Відкритий у 1898 році П'єром Кюрі і Марією Склодовською-Кюрі.

## Історія

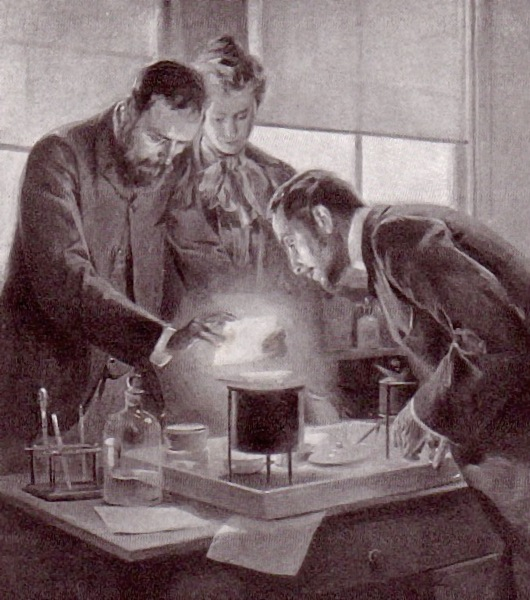
Подружжя Кюрі експериментує з радієм. Картина Андре Кастена

Відкритий П'єром та Марією Кюрі з допомогою їх помічника Густава Бемона (за іншими джерелами — Жака Бемона) у 1898 році.
Французькі вчені П'єр і Марія Кюрі виявили, що відходи, які залишаються після виділення урану з уранової руди (уранова смола, що видобувається в місті Яхимів, Чехія) радіоактивніші за чистий уран. З цих відходів подружжя Кюрі після кількох років інтенсивної роботи виділили два сильно радіоактивних елементи: полоній і радій. Перше повідомлення про відкриття радію (у вигляді суміші з барієм) Кюрі зробили 26 грудня 1898 у Французькій академії наук. У 1902 Кюрі і Андре Деб'єрн виділили чистий радій шляхом електролізу хлориду радію на ртутному катоді і подальшої дистиляції у водні. Виділений елемент був, як зараз відомо, ізотоп радій-226, продукт розпаду урану-238. За відкриття радію та полонію подружжя Кюрі отримали Нобелівську премію. Радій утворюється через багато проміжних стадій при радіоактивному розпаді ізотопу урану-238 і тому знаходиться в невеликих кількостях в урановій руді. Багато радіонуклідів, що виникають при радіоактивному розпаді радію, до того, як була виконана їх хімічна ідентифікація, отримали найменування типу радій А, радій B, C радій і т. д. Хоча зараз відомо, що вони являють собою ізотопи інших хімічних елементів, їх історично сформовані назви за традицією іноді використовуються.

## Походження назви
Назва «радій» пов'язана з випромінюванням атомів Ra: лат. radiusis — промінь.

## Властивості
Атомна маса для найстійкішого ізотопу 226Ra (період напіврозпаду бл. 1620 років) — 226,0254. Сріблясто-білий метал, на повітрі набуває чорного кольору через утворення нітриду Ra3N2. При спалюванні надає червоного відтінку полум'ю. Густина 5500 кг/м³; tплав 969 °C; tкип бл. 1500 °C.
Реагує з водою з утворенням сильного лугу Ra(OH)2. На повітрі легко окиснюється з утворенням RaO, сполучаючись з N, дає нітрид Ra3N2.
Всі ізотопи радію радіоактивні. Радій випромінює α, β та γ промені, в залежності від ізотопу. Всі його ізотопи легше 227Ra альфа-активні. 225Ra, 227Ra та всі більш важкі ядра зазнають тільки β—-розпад. Крім того, для 5 ізотопів радію (з масовими числами 221–224 та 226) був відкритий кластерний розпад. Альфа-частинки, що випромінюються α-активними ізотопами радію (і будь-яких інших елементів), при змішуванні з легкими елементами (берилієм та ін.) викликають (α,n)-реакції на ядрах цих елементів, що призводить до емісії нейтронів; це використовується для створення джерел нейтронів.
Середній вміст у земній корі 10-10 % маси. Як член родини 238U, 220Ra є в усіх рудах урану (бл. 0,3 г/т). Внаслідок вимивання з уранових руд радій знаходиться в розчиненому стані у воді і входить до складу вторинних мінералів. У геології ізотопи радію 228Ra і ін. застосовують для визначення віку океанічних осадових порід і мінералів.
Радій-226 приблизно у мільйон разів радіоактивніший від природного урану з тією ж масою.

## Ізотопи
Відомо 25 ізотопів радію. Ізотопи 223Ra, 224Ra, 226Ra, 228Ra зустрічаються в природі і входять до складу радіоактивних рядів. Решта ізотопів були отримані штучно. Нижче наведені властивості деяких ізотопів радію:
| Масове число | Період напіврозпаду | Тип розпаду |
| ------------ | ------------------- | ----------- |
| 213          | 2,74(6) хв.         | α           |
| 219          | 10(3) мс            | α           |
| 220          | 17,9(14) мс         | α (99%)     |
| 221          | 28(2) с             | α           |
| 222          | 38,0(5) с           | α           |
| 223 (AcX)    | 11,43(5) дні        | α           |
| 224 (ThX)    | 3,6319(23) дні      | α           |
| 225          | 14,9(2) дні         | β           |
| 226          | 1602(7) років       | α           |
| 227          | 42,2(5) хв.         | β           |
| 228 (MsTh1)  | 5,75(3) роки        | β           |
| 230          | 93(2) хв.           | β           |

## Сполуки радію

### Гідроксид радію
Гідроксид радію — неорганічна речовина, луг — утворений катіонами радію Ra2+ та гідроксильними групами. Формула — Ra(OH)2. Проявляє сильніші лужні властивості, ніж гідроксид барію.

#### Отримання
Отримують взаємодією радію з водою:
{\displaystyle {\ce {Ra + 2H_2O -> Ra(OH)_2 + H_2}}}

### Солі радію
Солі радію — кристалічні речовини йонної будови утворені катіонами радію (ступінь окислення — +2) та різними кислотними аніонами. Токсичні та радіоактивні.

#### Отримання
Отримують шляхом дії кислоти на радій, його гідроксид чи інші солі:
{\displaystyle {\ce {Ra + H_2SO_4 -> RaSO_4 + H_2}}}
{\displaystyle {\ce {Ra(OH)_2 + 2HCl(g.) ->[{t}] RaCl_2 + 2H_2O}}}
{\displaystyle {\ce {RaBr_2 + 2HCl(g.) ->[{t}] RaCl_2 + 2HBr}}}
Або при дії кислотного оксиду, чи кислотвірного елементу на радій, або його оксид:
{\displaystyle {\ce {RaO + SO_3 -> RaSO_4}}}
{\displaystyle {\ce {Ra + F_2 -> RaF_2}}}

## Отримання
Радій виділяють з уранових руд хімічним методом. Металевий радій отримують електролізом розчину RaCl2 на ртутному катоді.

## Поширення в природі
Радій досить рідкісний. За час з моменту його відкриття — понад століття — у всьому світі вдалося добути всього лише 1,5 кг чистого радію. Одна тонна уранової смолки, з якої подружжя Кюрі отримали радій, містить лише близько 0,0001 г радію-226. Весь природний радій є радіогенним — виникає при розпаді урану-238, урану-235 або торію-232; з чотирьох знайдених в природі найпоширенішим і найтривалішим ізотопом (період напіврозпаду — 1602 роки) є радій-226, що входить до радіоактивного ряду урану-238. У рівновазі, відношення вмісту урану-238 і радію-226 в руді дорівнює відношенню їх періодів напіврозпаду: (4,468×109 років)/(1602 роки) = 2,789×106. Таким чином, на кожні три мільйони атомів урану в природі можна знайти лише один атом радію або 1,02 мкг/т (кларк у земній корі).
Всі природні ізотопи радію зведено у таблиці:
| Ізотоп    | Історична назва     | Родина        | Період напіврозпаду | Тип розпаду | Дочірний ізотоп (історична назва)         |
| --------- | ------------------- | ------------- | ------------------- | ----------- | ----------------------------------------- |
| Радій-223 | актиній Х (AcX)     | ряд урану-235 | 11,435 дні          | α           | радон-219 (актинон, еманація актинію, An) |
| Радій-224 | торій Х (ThX)       | ряд торію-232 | 3,66 дні            | α           | радон-220 (торон, еманація торію, Tn)     |
| Радій-226 | радій (Ra)          | ряд урану-238 | 1602 роки           | α           | радон-222 (радон, Rn)                     |
| Радій-228 | мезоторій I (MsTh1) | ряд торію-232 | 5,75 роки           | β           | актиній-228 (мезоторій II, MsTh2)         |

Геохімія радію багато в чому визначається особливостями міграції та концентрації урану, а також хімічними властивостями самого радію — активного лужноземельного металу. Серед процесів, що сприяють концентруванню радію, слід вказати насамперед на формування на невеликих глибинах геохімічних бар'єрів, в яких концентрується радій. Такими бар'єрами можуть бути, наприклад, сульфатні бар'єри в зоні окислення. Хлоридні сірководневі радієвмісні води в зоні окиснення стають сульфатними, радій осаджується з BaSO4 та CaSO4, де він стає практично нерозчинним постійним джерелом радону. Через високу міграційну здатність урану і здатності його до концентрування, формуються багато типів уранових рудоутворень в гідротермах, вугіллі, бітумах, вуглистих сланцях, пісковиках, торфовищах, фосфоритах, бурих залізняках, глинах з кістковими залишками риб (літофації). При спалюванні вугілля попіл і шлаки збагачуються 226Ra. Також зміст радію підвищений в фосфатних породах.
У результаті розпаду урану і торію, та вилуговування із порід нафти, що містять нафту, постійно утворюються радіонукліди радію. У статичному стані нафта знаходиться в природних пастках, обміну радієм між нафтою і водами, що її підпирають, немає (окрім зони контакту вода-нафта) і внаслідок цього є надлишок радію в нафті. При розробці родовища пластові та закачані води інтенсивно надходять у нафтові пласти, поверхня поділу вода-нафта різко збільшується і в результаті радій йде у потік вод, що фільтруються. За підвищеного вмісту сульфат-іонів розчинені у воді радій і барій осідають у вигляді радіобариту Ва(Ra)SO4, який випадає на поверхні труб, арматури, резервуарів. Типова об'ємна активність викачуваної водонафтової суміші за 226Ra і 228Ra сягає 10 Бк/л, що відповідає рідким радіоактивним відходам.
Основна маса радію знаходиться в розсіяному стані в гірських породах. Радій — хімічний аналог лужних і лужноземельних породоутворюючих елементів, що утворюють польові шпати, які складають половину маси земної кори. Калієві польові шпати — головні породоутворюючі мінерали кислих магматичних порід — гранітів, сієнітів, гранодіоритів та інших. Відомо, що граніти мають природну радіоактивність, яка трохи вища за фонову через домішки урану. Хоча кларк урану не перевищує 3 г/т, але в гранітах його вміст становить вже 25 г/т. Але якщо набагато поширеніший хімічний аналог радію — барій — входить до складу досить рідкісних калій-барієвих польових шпатів (гіалофанів), а «чистий» барієвий польовий шпат, мінерал цельзіан BaAl2Si2O8 дуже рідкісний, то накопичення радію з утворенням радієвих польових шпатів і мінералів взагалі не відбувається через короткий період напіврозпаду радію. Радій розпадається на інертний радон, що вивільняється порами і мікротріщинами і вимивається з ґрунтовими водами. У природі іноді зустрічаються молоді радієві мінерали, що не містять уран, наприклад радіобарит і радіокальцит, при кристалізації яких з розчинів, збагачених радієм (у безпосередній близькості від легкорозчинних вторинних уранових мінералів), радій кристалізується разом з барієм і кальцієм завдяки ізоморфізму.

## Застосування

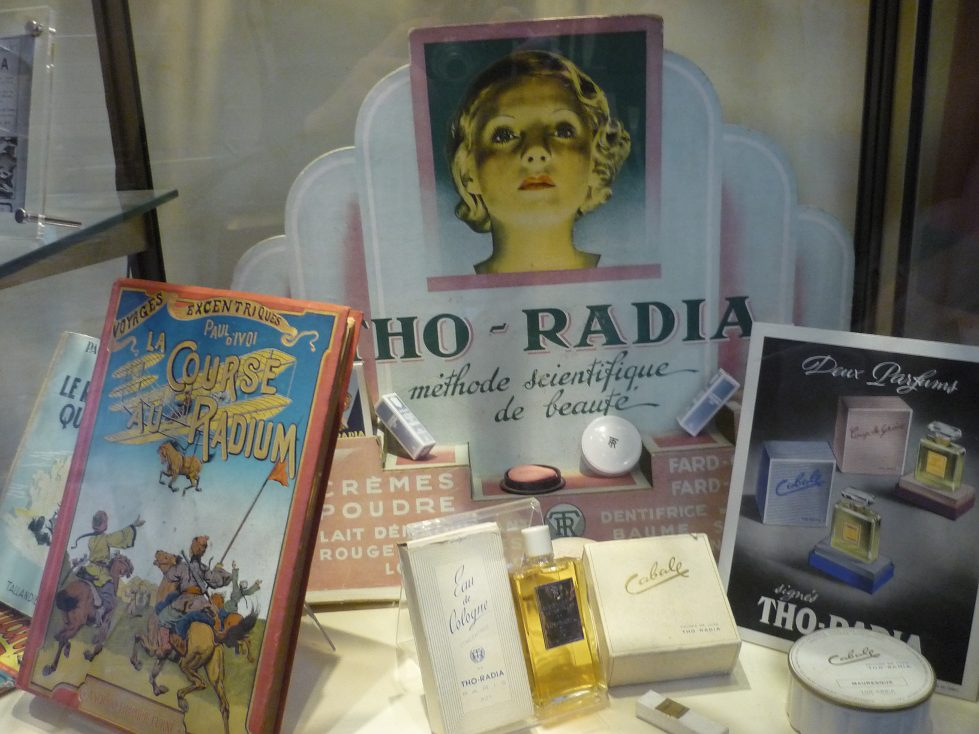
Косметика з радієм. Музей Кюрі, Париж

На початку XX  ст. радій вважався не лише безпечним, але й корисним елементом.  Його додавали до харчових продуктів, води, косметики та засобів гігієни.  Радій входив до складу радіолюмінесцентної фарби, що наносилася на стрілки та циферблати годинників.  Використання фарби без запобіжних заходів спричиняло каліцтво та смерть робітників, що стало причиною звернення до суду деяких жінок, які працювали на фабриці U.S. Radium, Оріндж, Нью-Джерсі (процес «радієвих дівчат»).
Радій застосовується як джерело альфа-частинок для приготування Ra-Be джерел нейтронів, для виготовлення світних фарб, у медицині — для радіотерапії та дефектоскопії, в техніці — для отримання радійберилієвих джерел нейтронів, як джерело гамма-випромінення. Радій також використовується в геохімії як індикатор змішування і циркуляції вод океанів.

## Біологічна роль
Радій надзвичайно радіотоксичний. В організмі він поводить себе подібно до кальцію — близько 80 % радію, що потрапляє в організм, накопичується в кістковій тканині. Великі концентрації радію викликають остеопороз, самовільні переломи і злоякісні пухлини кісток та кровотворної тканини. Небезпеку несе також радон — газоподібний радіоактивний продукт розпаду радію.
Передчасна смерть Марії Кюрі сталася внаслідок хронічного отруєння радієм, тому що в той час ще не було усвідомлено небезпеку опромінення.